# Зингиевци
Зингиевци (Зингиювци) е махала в община Елена, област Велико Търново, присъединена към село Шилковци от 26 декември 1978 г.
Махалата се намирала в живописна долина между 2 дерета. Намирала се е между махалите Средни колиби и Шилковци, срещу нея е била махала Райковци. Основно занятие на населението е било животновъдството, но са се отглеждали и овощни дървета. В махалата е имало читалище, традиционният за района казан за ракия, животновъдна ферма.
Изселена е при строителството на язовир „Йовковци“ заедно със село Йовковци.